# Geržinič
Geržinič je priimek v Sloveniji, ki ga je po podatkih Statističnega urada Republike Slovenije na dan 1. januarja 2010 uporabljalo 11 oseb in je med vsemi priimki po pogostosti uporabe uvrščen na 17.803. mesto.

## Znani slovenski nosilci priimka
- Alojzij Geržinič (1915—2008), glasbenik, skladatelj, publicist, šolnik, urednik, kritik (po 1945 v emigraciji)
- Lev Geržinič (1916—2012), pravnik, ekonomist
- Marija Geržinič (r. Fink) (1922—?), pevka, dirigentka (zborovodkinja)
- Neda Geržinič (1918—1945), organizatorka OF